# Bataille de Crayford
La bataille de Crayford aurait opposé le chef saxon Hengist aux Britto-romains du roi Vortigern en 457.

## Sources
La Chronique anglo-saxonne, série d'annales compilée à partir du IXe siècle dans le royaume de Wessex, mentionne une série de batailles ayant opposé les Anglo-Saxons aux Bretons dans le Kent entre 455 et 473 : Aylesford (Agælesþrep) en 455, Crayford (Crecganford) en 457, Wippedesfleot (en) en 466 et un lieu non précisé en 473. En ce qui concerne l'affrontement à Crayford, elle précise que les Anglo-Saxons y sont menés par Hengist et son fils Œric, et que les pertes bretonnes s'élèvent à quatre mille hommes. Vaincus, les Bretons évacuent le Kent et s'enfuient jusqu'à Londres.
Cette version des faits est contredite par l'Historia Brittonum, une source celtique qui date également du IXe siècle. Elle mentionne également une série de quatre batailles, mais dans des lieux différents. Surtout, leur issue est différente : les Bretons, menés par Vortimer, le fils de Vortigern, parviennent à chasser les Anglo-Saxons du Kent.